# 紀元前125年
紀元前125年（きげんぜん125ねん）は、ローマ暦の年である。

## 他の紀年法
- 干支 : 丙辰
- 日本
  - 開化天皇33年
  - 皇紀536年
- 中国
  - 前漢 : 元朔4年
- 朝鮮
  - 檀紀2209年
- 仏滅紀元 : 420年
- ユダヤ暦 : 3636年 - 3637年

## できごと

### シリア
- セレウコス5世の死亡により、クレオパトラ・テアがセレウコス朝の支配を継いで、アンティオコス8世を共同統治者に指名する。

### ローマ
- 執政官マルクス・フルウィウス・フラックスがローマ市民権を北イタリア住民に与えることを提案するが、元老院はこれに対してフラックスをマッシリア（現在のマルセイユ）の叛乱平定に派遣し、ガリア・トランサルピナ征服が始まる。

## 死去
- セレウコス5世（クレオパトラ・テアに殺害される）
- デメトリオス2世ニカトル - セレウコス朝の王